# Buffalo Gap (Texas)
Buffalo Gap is een plaats (town) in de Amerikaanse staat Texas, en valt bestuurlijk gezien onder Taylor County.

## Demografie
Bij de volkstelling in 2000 werd het aantal inwoners vastgesteld op 463.
In 2006 is het aantal inwoners door het United States Census Bureau geschat op 446, een daling van 17 (-3,7%).

## Geografie
Volgens het United States Census Bureau beslaat de plaats een oppervlakte van
5,9 km², geheel bestaande uit land. Buffalo Gap ligt op ongeveer 562 m boven zeeniveau.

## Plaatsen in de nabije omgeving
De onderstaande figuur toont nabijgelegen plaatsen in een straal van 20 km rond Buffalo Gap.